# Малий Майдан
Малий Майдан (рос. Малый Майдан) — присілок в Вознесенському районі Нижньогородської області Російської Федерації.
Населення становить 6 осіб. Входить до складу муніципального утворення Наришкінська сільрада.

## Історія
Від 2004 року входить до складу муніципального утворення Наришкінська сільрада.

## Населення
| 1999 | 2002 | 2010 |
| ---- | ---- | ---- |
| 9    | ↘7   | ↘6   |